# Broken (film américain, 2006)
Pour les articles homonymes, voir Broken.
Pour plus de détails, voir Fiche technique et Distribution.
Broken est un film américain réalisé par Alan White, sorti en 2006.

## Synopsis
Hope est une serveuse qui a fait des erreurs dans sa vie. Elle quitte l'Ohio pour Los Angeles où elle tente de faire une carrière dans le spectacle. Elle tombe sur Will, un ex-petit ami toxicomane déterminé à la reconquérir. Elle replonge alors dans la drogue...

## Fiche technique
- Titre : Broken
- Titre québécois : La Nuit du Revenant
- Réalisation : Alan White
- Scénario : Jeff Lester (en) et Drew Pillsbury
- Production : Shari Lane Bowles, Brian R. Etting, Jeff Lester (en), Drew Pillsbury et Jerry Wayne
- Société de production : Walk on the Beach Productions
- Musique : Jeehun Hwang
- Photographie : Neil Shapiro
- Montage : Jay Nelson
- Décors : Charisse Cardenas
- Costumes : Louise de Teliga
- Pays d'origine : États-Unis
- Format : Couleurs - 1,85:1 - Dolby Digital - 35 mm
- Genre : Drame, thriller
- Durée : 97 minutes
- Dates de sortie : 4 novembre 2006 (festival de l'American Film Institute), 5 octobre 2007 (New York), 20 novembre 2007 (sortie vidéo États-Unis)

## Distribution
- Heather Graham (VQ : Michèle Lituac) : Hope
- Jeremy Sisto : Will
- Tess Harper : Clare
- Joe Hursley (en) : Rob
- Jake Busey : Vince
- Linda Hamilton : Karen
- Marc Lynn : Allen
- Randall Batinkoff : Cliff
- Michael A. Goorjian : Thomas
- Bianca Lawson : Mia
- Jessica Stroup : Sara
- Navid Negahban : Keith
- Chad Cunningham : David
- Martin Kelly : Ethan
- Valerie Azlynn (en) : Jessica

## Autour du film
- Le tournage s'est déroulé à Los Angeles en juillet 2005.
- Heather Graham a appris à jouer de la guitare pour le film, dans lequel elle interprète le morceau The Hanging Tree, écrit et composé par l'acteur Keram Malicki-Sánchez.